# Therry Racon
Therry Norbert Racon (Villeneuve-Saint-Georges, Francia, 1 de mayo de 1984), futbolista francés, de origen guadalupeño. Juega de volante y su actual equipo es el Portsmouth FC, cedido por el Millwall FC de la Football League Championship de Inglaterra.

## Selección nacional
Ha sido internacional con la Selección de fútbol de Guadalupe, ha jugado 3 partidos internacionales.

## Clubes
| Club                   | País       | Año       |
| ---------------------- | ---------- | --------- |
| Olympique de Marsella  | Francia    | 2003-2004 |
| FC Lorient             | Francia    | 2004-2005 |
| EA Guingamp            | Francia    | 2005-2007 |
| Charlton Athletic      | Inglaterra | 2007-2008 |
| Brighton & Hove Albion | Inglaterra | 2008      |
| Charlton Athletic      | Inglaterra | 2008-2011 |
| Millwall FC            | Inglaterra | 2011-2012 |
| Portsmouth FC          | Inglaterra | 2013-     |